# Biserica Sf. Nicolae și Sf. Alexandra din Nisa
Biserica „Sf. Nicolae și Sf. Alexandra” din Nice (Alpes-Maritimes) a fost prima biserică ortodoxă rusă construită în Franța.
Biserica și grădina adiacentă au fost înscrise pe lista monumentelor istorice prin decretul din 3 aprilie 1990.

## Istorie
O colonie rusă a început să se formeze pe Coasta de Azur pe la jumătatea secolului al XIX-lea, după ce aristocrația europeană lansase moda petrecerii într-un mod mai distractiv a lunilor reci de iarnă. În timp ce unii aristocrați ruși călătoreau pe Rivieră în scop de distracție, alții veneau acolo pentru a se trata de tuberculoză, boală care făcea ravagii în Europa și era foarte periculoasă în acele vremuri. Împărăteasa Alexandra Feodorovna, soția fostului împărat Nicolae I al Rusiei (1825-1855), a călătorit de multe ori pe Coasta de Azur pentru a se odihni după ce a rămas văduvă. Ea a strâns fonduri în 1856 pentru construirea unei biserici parohiale și a încredințat realizarea acestui proiect arhitecților Alexandre Kondiakoff (arhitectul Curții Imperiale Ruse) și André-François Barraya. Biserica a fost construită pe strada Longchamp, nu departe de actualul bulevard Jean-Médecin, și a fost sfințită la 31 decembrie 1859. Orașul avea la acea vreme mai mult de 45.000 de locuitori și era capitala Comitatului de Nisa, care făcea parte din Regatul Piemont-Sardinia, guvernat de Casa de Savoia, înainte de a fi anexat prin plebiscit de Imperiul Francez câteva luni mai târziu, în aprilie 1860.
Ceremonia de sfințire a bisericii s-a desfășurat în prezența contesei Stroganoff (anterior Marea Ducesă Maria a Rusiei), fiica cea mai mare a împărătesei mame și sora împăratului Alexandru al II-lea al Rusiei, care era cunoscută ca o protectoare a artelor. Împărăteasa Alexandra, deja grav bolnavă, nu a putut călători. La ceremonie au mai participat membri ai familiei prințesei de Baden, diplomați și funcționari guvernamentali ruși.
Împărăteasa mamă a donat iconostasul alcătuit din icoane pictate în stil bizantin, care a fost transportat de la Sankt Petersburg.
La scurt timp după ce țareviciul Nicolae a murit de meningită în vila Bermond din Nisa în 1865, țarul Alexandru al II-lea al Rusiei a achiziționat terenul pe care se afla vila și a comandat demolarea clădirii și construirea în locul ei a unei capele. La începutul secolului al XX-lea a fost construită o a doua biserică la Nisa, Catedrala „Sf. Nicolae”, situată în apropierea capelei țareviciului Nicolae.
Biserica parohială „Sf. Nicolae și Sf. Alexandra” din Nisa s-a aflat inițial sub jurisdicția ecleziastică a Mitropoliei de Sankt Petersburg, iar din 1921 a trecut sub administrarea arhiepiscopului Evloghie Gheorghievski, care fusese desemnat de patriarhul Tihon al Moscovei ca administrator temporar al parohiilor ortodoxe rusești din Europa de Vest. După ce a fost destituit în 1930 de mitropolitul Serghie Stragorodski pentru că a refuzat să depună jurământ de loialitate față de statul sovietic, arhiepiscopul Evloghie a cerut și obținut în 1931 primirea sub jurisdicția canonică a Patriarhiei Ecumenice a Constantinopolului, care a creat un exarhat al parohiilor rusești din Europa de Vest. În noiembrie 2018 Patriarhia Ecumenică a desființat exarhatul parohiilor rusești, cerând parohiilor să treacă sub jurisdicția mitropoliilor din țările lor. În noiembrie 2019 Parohia ortodoxă „Sf. Nicolae și Sf. Alexandra” din Nisa a refuzat să intre sub jurisdicția Patriarhiei Ecumenice a Constantinopolului sau a Bisericii Ortodoxe Ruse, alegând să intre, împreună cu cea mai veche biserică rusă din Nisa, în jurisdicția Mitropolia Europei Centrale și Occidentale a Bisericii Ortodoxe Române.